# 貞姜
貞姜（？—？），為春秋時代齊國女性，姜姓，名不詳，為齊侯（殆为齐景公）之女，後為楚昭王夫人。
貞姜為楚昭王夫人後，一日，楚昭王出遊，將貞姜留在築於江邊的漸台上而去。楚昭王在出遊途中聽聞江水將氾濫，於是趕緊派人將貞姜從漸台接走，但使者忘記攜帶楚昭王的命符，因此貞姜不肯離開，並說：「王與宮人約令，召宮人必以符。今使者不持符，妾不敢從使者行。」於是使者說：「今水方大至，還而取符，則恐後矣。」貞姜又說：「妾聞之：貞女之義不犯約，勇者不畏死，守一節而已。妾知從使者必生，留必死。然棄約越義而求生，不若留而死耳。」於是使者只能返回楚昭王處取命符，但回到漸台時，江水氾濫、漸台早已崩毀，而貞姜也在大水中不知去向。
楚昭王得知後，感佩貞姜守禮之義，說：「嗟夫！守義死節，不為苟生，處約持信，以成其貞。」楚昭王遂賜給這位夫人貞姜的名號。君子謂貞姜有婦節。詩云：「淑人君子，其儀不忒。」此之謂也。
一般在列女傳中，貞姜和同時代因守禮教而焚死的伯姬，皆被視為婦女遵守禮教而死的典範。